# Новый Исток
Новый Исток — разъезд в Промышленновском районе Кемеровской области. Входит в состав Окуневского сельского поселения.

## География
Центральная часть населённого пункта расположена на высоте 178 метров над уровнем моря.

## Население
По данным Всероссийской переписи населения 2010 года, в разъезде Новый Исток проживает 117 человек (57 мужчин, 60 женщин).